# 大江戸ロケット
『大江戸ロケット』（おおえどロケット）は、劇団☆新感線による日本の演劇作品。中島かずき作、いのうえひでのり演出。2007年4月よりアニメ版が放送された。

## 演劇

### 概要
江戸を舞台にした時代劇だが、パソコンや携帯電話が普及していたり、ヒロインを助けるために、花火師がその技術を使ってロケットを打ち上げようとするSFでもある。異星人のオーバーテクノロジーを加える事により、実現が可能になったという設定である。

### あらすじ
天保13年の初夏。江戸の街は時の老中・水野忠邦の発した天保の改革によって、華やかなるもの贅沢なるものが御法度となっていた。
そんなご時世にも関わらず、玉屋清吉は、まだ誰も見た事が無い程のドでかい花火を作ることを諦めようとはせず、役人から逃げ回りながらの花火研究を続けていた。
そんなある夜。人外の青の獣と白の獣が目付黒衣衆によって捕らえられようとしていた。青の獣は討ち取れたものの、白の獣は清吉の打ち上げた花火が原因で逃してしまった。
次の日の朝。清吉の前に現われた謎の美少女・ソラが、月まで届く花火を清吉に依頼する。途方も無い依頼ながらも、お定めによって明るさを失いつつある江戸の街に勇気を与えるために、清吉は一世一代の大仕事に立ち上がる。
清吉の住む風来長屋のクセのある住民や弟・駿平の協力で、「月ロケット打ち上げ計画」が動き始める。

### 上演
INOUE-KABUKI HORI-MIX「大江戸ロケット」
- 作：中島かずき
- 演出：いのうえひでのり

### 公演日
大阪公演
- 2001年8月7日 - 8月26日：全24回：大阪松竹座：21日からの公演は、主演のいしだが大麻・LSD所持などの大麻取締法違反により逮捕されたため、中止になった。

東京公演
- 2001年9月5日 - 9月24日：全23回：青山劇場：主演を山崎裕太に交代して上映された。

### 登場人物
玉屋清吉（たまや せいきち）
演 - いしだ壱成（大阪公演）、山崎裕太（東京公演）
実在の人物。鍵屋を飛び出した花火師で、江戸っ子の花火バカ。女には奥手。
ソラ
演 - 奥菜恵
天然の美少女。月へ行ける花火を清吉に依頼する。
正体は白の獣で、人間に変身した異星人。人間の姿のまま空を飛べる。犯罪者である青の獣を追って地球へ来た。乗ってきた宇宙船が壊れたため、月の裏側にいる仲間の所に帰還出来ないでいる。
錠前屋の銀次郎（じょうまえやのぎんじろう）
演 - 古田新太
二枚目で、どんな鍵でも一瞬で開ける能力を持つ。
かつては大坂で、お伊勢と組んで義賊をしていた。そこで大塩平八郎に関わった後、江戸にやってきた。能力は隠密の血を引いているためで、鳥居に強制的にスカウトされ、黒衣衆・臍となる。
おぬい
演 - 森奈みはる
自称：声 - 番犬小町。風来長屋の風紀委員担当。ナレーションも担当する。
実は俊平が昔飼っていた犬で、ご隠居により人間の姿になった。
算学の俊平（さんがくのしゅんぺい）
演 - 石垣佑磨
清吉の弟。算学好きの理論派。兄に似て奥手。
鳥居耀蔵（とりい ようぞう）
演 - 峰岸徹
実在の人物。老中首座水野忠邦の懐刀で、天保の改革の推進者。南町奉行。鳥居耀蔵甲斐守の「耀」と「甲斐」から「妖怪」とあだ名されるほど忌み嫌われている。また、黒衣衆を従えている。
隅のご隠居（すみのごいんきょ）
演 - 藤村俊二
風来長屋の大家。いつも、ご隠居ガールズを引き連れている。
実は平賀源内。そのまた正体は、ソラとは異なる星の異星人。
火縄の鉄十（ひなわのてつじゅう）
演 - 橋本じゅん
流星を作る花火職人。
“青の獣”の飼っていた寄生型生物に乗り移られ、ロケットを奪い取ろうとする初期脚本があったが、しつこかったので没になった。
赤井西之介（あかい にしのすけ）
演 - 粟根まこと
南町奉行所隠密廻の貧乏同心。事ある毎に、風来長屋の住民のあら探しをし、しょっ引こうとする。
実は快楽殺人者で女性連続殺人の犯人。“青の獣”の着ぐるみを着て犯行を行っていた。
白濱屋お伊勢（しらはまや おいせ）
演 - 村木よし子
損料屋（質屋兼リースショップ）「白濱屋」の女将。
仇花亭天鳳（あだばなてい てんほう）
演 - 山本カナコ
手妻遣いで天天の姉。
曲芸の天天（きょくげいのてんてん）
演 - 吉田メタル
手妻遣いで天鳳の弟。
実は、姉弟共に北町奉行遠山金四郎（遠山の金さん）配下の隠密。
仕掛けの新佐（しかけのしんざ）
演 - インディ高橋
からくり職人。小心者だが、腕は確か。
大工の三太（だいくのさんた）
演 - 河野まさと
秤屋源蔵（はかりや げんぞう）
演 - 礒野慎吾
俊平と共に演算を担当する。
瓦屋の六兵衛（かわらやのろくべえ）
演 - 村木仁
瓦職人。
傘貼の藤（かさはりのふじ）
演 - 藤真秀
黒衣衆・耳（くろぎぬしゅう・みみ）
演 - 川原正嗣
隠密の目付。普段は町人として生活している。人並み外れた聴力を持つ。
黒衣衆・腕（くろぎぬしゅう・かいな）
演 - 前田悟
同上。元相撲取り。人並み外れた腕力を持つ。
黒衣衆・眼（くろぎぬしゅう・まなこ）
演 - 船橋裕司
同上。普段は手相見として生活している。人並み外れた視力を持つ。疑い深い性格。
黒衣衆・踵（くろぎぬしゅう・かかと）
演 - 武田浩二
同上。人並み外れた脚力を持つ。
青の獣（あおのけもの）
演 - 佐治康志
空から落ちてきた空豆型のカプセルに乗って来た“空の獣”。
実は異星人の罪人。話の初期に黒衣衆に討ち取られ、死体は鳥居耀蔵が回収した。
白の獣（しろのけもの）
演 - 三住敦洋
空から落ちてきた空豆型のカプセルに乗って来た“空の獣”。
実は異星人の捕り方。青の獣を追っている。
ご隠居ガールズ（ごいんきょガールズ）
演 - 下田智美
ご隠居ガールズ
演 - 白石陽子、仲里安也美、服部智子、原田宏子、村田麻理子

### 備考
大阪公演の休演日に座長のいしだ壱成が大麻所持で逮捕され、代役として山崎裕太が起用された。詳しくは劇団☆新感線を参照。
本戯曲を使用した公演は、様々な劇団で行われており、特に学生の演劇に使われていることが多い。

## テレビアニメ
2007年4月より放送された。全26話。ハイビジョン制作。「世の中や人の役に立たないものは存在してはいけないのか?」というテーマが前面に押し出されている。
アニメ版では各所に舞台版や史実との差異や二頭身キャラ、劇団☆新感線や製作陣・声優陣やセル画やカットなどのパロディ、「アニメだから（すぐに壊れたものが直っても）いいの」など、アニメの技法などのおちょくり、実写時代劇・実写ドラマやアニメ作品など他作品からのパロディネタ、江戸時代の日本に存在していてはおかしい後述のソラのミリタリーうんちくなどオーパーツ的なギャグも多用されている。

### 登場人物（アニメ）
アニメ版での変更点のみ記載。
玉屋清吉
声 - 沢海陽子
本作の主人公。原作（舞台版）より年齢を低く設定されており、10代半ばの少年になっている。
ソラ
声 - 藤村知可
本作のヒロイン。キャラクターデザインやイメージを大幅に変更。清吉同様風貌は10代半ばの少女になっている。おでこに付いている青い水滴型の飾りのようなものは、自由に取り外しが出来る。
駿平がご隠居の作った惚れ薬を飲んだことで起きた騒ぎの際、他の女性は「恋」という字が額に浮かんで俊平を追いかけ続けたが、ソラだけは「濃」という字が浮かび上がり、清吉にひたすらミリタリーモデルネタを喋り続けた。これは、地球人ではないので体質が根本的に違うかららしい。
地球から帰れなくなった理由は舞台版の理由に加えて、青い獣が乗って来たのが地上からは宇宙まで飛ぶことが出来ない脱出艇で、さらに通信装置を作動させようとした時に自爆装置が作動してしまったため。その時、ソラは咄嗟に脱出艇から助燃剤（アルミニウム）を入手し、清吉に内緒で火薬に混ぜた。
銀次郎
声 - 山寺宏一
本作のもう一人の主人公。大塩の乱からの逃亡生活に疲れ果て自殺を図った際、清吉の打ち上げた花火を見て心を洗われ自殺を思い留まる。清吉の花火に思い入れが強いのはこのためである。
お伊勢
声 - 朴璐美
武器としてヨーヨーを使うことがあるが、そのヨーヨーには夜桜に掛けた「桜の紋（警察庁のマーク）」がついている。『スケバン刑事』のパロディである。
駿平
声 - 釘宮理恵
兄の清吉同様に設定年齢が下げられて、幼い風貌になっている。「割りきれない」が口癖。
赤井西之介
声 - 川島得愛
人間の女に変身した“青い獣”に誘惑され、連続殺人の内、いくつかの犯行を行った。女が自爆した後は行方不明になった分裂体を探し、黒衣衆の前で芝居を打って眼に化けた獣を水野の屋敷に誘き出し、自分一人で始末しようして何とか撃退する。しかし、倒した分裂体が落ちた先が、水野がご隠居から貰った薬を捨てていた池だったため、数え切れない程に分裂した獣に襲われ殺された。
青い獣 / 青い女
声 - 櫻井智
人間の女に変身し、生き血を得るために赤井を誘惑して同居するが、次第に「赤井と離れたくない」という思いを抱くようになる。永久禁固の刑を科せられており、ソラに追われる罪状は「精神の葛藤により肉体を分裂させた事」。
「故郷に帰りたい」という想いが勝手に分裂し、その分裂体は鉄十に拾われ、ピンク色の異星人が入り込んで鉄十を惑わし、秩父で鉄十のご先祖様が見たと言う「空を飛ぶ空豆」を掘り当ててしまう。「空豆」の中での騒動の最中、「赤い西」という掛詞から赤井により「夕」と名付けられた彼女は、自爆装置が作動していた「空豆」から赤井を脱出させ、分裂体と心中した。
分裂体は眼を取り込んで脱出したが、石川島で眼に化けたところを赤井に見られており、赤井の芝居に騙されて水野の屋敷へ誘き出され撃退されるが、落ちた先が水野がご隠居から貰った薬を捨てた池だったため、数え切れない程に分裂し赤井を殺害。石川島に向かいロケットを奪おうと石川島に大挙して押し寄せ、銀次郎や黒衣衆、鳥居、遠山らにより全てが撃退される。
天鳳
声 - 早水リサ、キャラデザイン - 内藤泰弘
弟の天天と並んで「ten-four ten-ten」と自称することがある。これは1972年の特撮TVドラマ『緊急指令10-4・10-10』のパロディであり、それを意識したシーンも数多くある。
天天
声 - てらそままさき、キャラデザイン - 内藤泰弘
髪の毛が感情に応じて「!」「?」などの感嘆符になる。
鉄十
声 - 橋本じゅん
担当声優の橋本は、舞台版から引き続き鉄十を演じている。
舞台版よりも更に暑苦しいキャラとなっている。当初ソラをかぐや姫と勘違いし「姫」と呼んでいた。
新佐
声 - 山田きのこ、キャラデザイン - みなもと太郎
様々なからくりを発明するが、大抵は騒動の火種になってしまう。ご隠居からは六兵衛・三太と合わせて「三バカトリオ」と呼ばれている。
三太
声 - 鈴木清信、キャラデザイン - みなもと太郎
2発目のロケットの1段目に「遊び」で龍に添われて天に昇るソラの彫刻を施した。それを見た清吉は「これは遊びだ」と悩みを吹っ切り、ロケットを改造して自分とソラが死んだように見せかける作戦を思い付くことになった。ご隠居からは新佐・六兵衛と合わせて「三バカトリオ」と呼ばれている。
六兵衛
声 - ふくまつ進紗、キャラデザイン - みなもと太郎
ご隠居からは新佐・三太と合わせて「三バカトリオ」と呼ばれている。
六兵衛の妻
声 - 佐藤智恵、キャラデザイン - みなもと太郎
アニメ版オリジナルキャラクター。夫婦喧嘩では常に六兵衛を打ち負かす。
源蔵
声 - 小西克幸、キャラデザイン - 阿部川キネコ
軌道計算が出来る程頭はいいが、時に母親に家にいることすら気付いてもらえない存在感の薄い人物。自分を覚えてもらおうとオカマのような派手な出で立ちをしているが全く気付いてもらえず、存在と名前を長屋の面々に覚えてもらったのは最終話でのことだった。
10話の最後の場面で、ご隠居の家で誤って鳩になる機械に入ってしまい、21話で元の姿に戻るまで長屋では行方不明扱いになった（OPでもこの間は人間から鳩になっている）。
源蔵ママ
声 - 佐藤ゆうこ、キャラデザイン - 滝沢のぼる
アニメ版オリジナルキャラクター。源蔵が算額に没頭するため金が無いことをぼやくことがあるが、源蔵が仕事に打ち込めるように気を使ったり、源蔵に仕事を取ってきてくれることがある。
鏡台型のパソコンを持っている。
鳥居耀蔵
声 - 若本規夫
おりくの玉屋への敵愾心を利用して、鍵屋に青い獣が乗ってきた宇宙船の脱出艇の破片を提供し、伊豆の下田に外国船を沈めるためのミサイルを作らせた。ロケット計画に対しては遠山と違い、攘夷派対策として純粋にソラに帰って欲しいと考えている。
史実では水野忠邦が失脚した際に裏切っているが、本作では水野屋敷を襲撃する町人たちを追い払おうとするなど、最後まで水野に忠実だった。
担当声優の若本は、本作と同じく天保年間が舞台で會川昇が原作の『天保異聞 妖奇士』でも、鳥居を演じている。
おぬい
声 - 真堂圭
駿平とコンビを組んで行動することが多い。
おりく
声 - 小笠原亜里沙、キャラデザイン - 椎名高志
アニメ版オリジナルキャラクター。清吉が修行した鍵屋の跡取り娘で、清吉の元婚約者。やたらと花火玉を投げつけて“爆発小町”と恐れられるツンデレ。
青い獣に襲われた際、獣に向けて花火を発射し大怪我を負わせた事で、獣が女に化けて赤井の下に居候するきっかけを作った。清吉へのライバル心を利用され、「日本一の花火職人である証を立てるために」と鳥居から外国船を攻撃するためのミサイルの製作を命令される。
ご隠居
声 - 納谷六朗
正体は平賀源内。史実では既に死亡しているはずだが、若返りの薬や不老不死の薬を発明して生き延びている。清吉たちが千代田のお城に囚われたソラを脱獄させようとして起きた騒動も、水野に薬を差し出して穏便に処理してもらった。
ラストでは、実は風来長屋はご隠居が乗ってきた宇宙船の隠し場所であったことが判明する。結果、銀次郎や俊平ら風来長屋の面々は清吉とソラを追い越して二人より先に月に到着していた。
眼
声 - 麻生智久
普段の姿は八卦見。銀次郎や赤井のことを疑っている。「青い獣が捕まったら俺達の職が無くなる」と青い獣を攻撃する銀次郎に立ちはだかり、銀次郎の攻撃を受けて怪我をし、青い獣の分身に取り込まれてしまう。
耳
声 - うえだゆうじ
大坂の出身。銀次郎の過去を知っている。
腕
声 - 朝倉栄介
元力士。御改革でリストラされて黒衣衆になる。似たような境遇の天鳳に本気で言い寄るが、「セクハラ力士!」と相手にされていない。
膝
声 - 小西克幸
アニメ版オリジナルキャラクター。登場時の名乗り順を巡って踵・踝と頻繁に言い争いをしている。
踵
声 - 四宮豪
登場時の名乗り順を巡って膝・踝と頻繁に言い争いをしている。
踝
声 - 中西尚也
アニメ版オリジナルキャラクター。登場時の名乗り順を巡って踵・膝と頻繁に言い争いをしている
美作天兵衛
声 - 小山力也
アニメ版オリジナルキャラクター。大塩平八郎（声 - 広瀬正志）の門弟。銀次郎やお伊勢と共に大塩の乱に加わるが、乱の失敗により姿をくらます（その際に失明している）。その後は琵琶湖を根城に盗賊団"夜狐党"を結成し江戸での蜂起を目指し、ロケット計画のために京・大坂から運ばれる火薬を強奪していたが、銀次郎やお伊勢・天鳳に阻まれ失敗。最期は銀次郎との一騎討ちに敗れ死亡する。
遠山金四郎（遠山の金さん）
声 - 大川透
アニメ版オリジナルキャラクター。実在の人物だが、史実より若作り。北町奉行→大目付。お忍びで町人姿になることがあるが、実の所は正体バレバレ。しかし、本人はバレていることに気付いておらず、町人姿の時に「お奉行様」と呼ばれると不機嫌になるので、周囲も気付いていない振りをしている。ブロガーであり、ブログを使って天鳳らに情報を提供している。
天鳳・天天の直接の上司であり、天保の改革には内心反対している。開国には反対ではないが異国に脅威を感じており、清吉のロケット計画を知り、清吉を利用してロシアやアメリカの本土に撃ち込める大陸間弾道ミサイルを開発しようとしている。「鳥居のミサイル構想と自分の計画のどちらがいいか」と互いに水野に言上し争っていた。
2度目のロケット打ち上げの前夜に清吉たちがロケットの設計を変更し、内側から点火・操縦が出来るようにし清吉が点火を行う、と聞くと「清吉がロケットに乗って逃亡する」と考え、慌ててロケットの打ち上げを妨害しようとした。
水野忠邦
声 - てらそままさき
アニメ版オリジナルキャラクター。老中首座。露出魔で、よく故意に下半身を露出しモザイクをかけられる。
天保の改革が内外から不評を集め自分の首が危なくなっているため、反対派を黙らせるための武力を欲し、鳥居・遠山のロケット計画に飛び付く。2度目のロケット打ち上げと自分の老中罷免の前夜、ご隠居から貰った「若返りの薬」を屋敷の池に捨てていた所を眼に襲われ気絶させられる。ロケット打ち上げの失敗後、史実通りに老中を罷免され江戸の町人たちに屋敷を襲撃されるが、罷免されたことにショックを受けて放心状態になっていた。

### スタッフ
- 原作 - 中島かずき
- 原作舞台 - 劇団☆新感線
- 一座頭取（監督） - 水島精二
- 一座副頭取（監督助手） - 長崎健司
- 戯作頭取（シリーズ構成） - 會川昇
- 絵師頭取（キャラクターデザイン） - 吉松孝博
- 要絵師（メインアニメーター） - 稲留和美、櫻井邦彦、西澤千恵
- 世界定（時代設定） - 近藤ゆたか、森山洋
- 機巧創案（メカニックデザイン） - 荒牧伸志
- 道具定（プロップデザイン） - 寺尾洋之
- 客演絵師（ゲストキャラクターデザイン） - みなもと太郎、内藤泰弘、椎名高志、阿部川キネコ、滝沢のぼる、竹田団吾
- 百景頭取（美術監督） - 東潤一、櫻井純子
- 色気定（色彩設計） - 岩井田洋
- 写映頭取（撮影監督） - 森下成一、斉藤仁
- 尺定（映像編集） - 木村佳史子
- 音声頭取（音響監督） - 三間雅文
- 音曲（音楽） - 本間勇輔
- プロデューサー - 村山崇、二方由紀子、佐藤誠、細川修
- 一座差配（アニメーションプロデューサー） - 諸澤昌男、小林弘靖
- 座元（アニメーション制作） - マッドハウス
- 製作 - 大江戸ロケット製作委員会（インデックス・ホールディングス、マッドハウス、UNIVERSAL PICTURES（JAPAN）INC.、博報堂DYメディアパートナーズ）

### 主題歌
オープニングテーマ
「お江戸流れ星IV」（第2話 - 第25話）
歌 - PUFFY / 作詞 - ピエール瀧 / 作曲・編曲 - Anders Hellgren,David Myhr
- 第1話、第26話はOPが無く、EDとして流された。

エンディングテーマ
「お江戸流れ星IV」（第1話、第26話）
歌 - PUFFY / 作詞 - ピエール瀧 / 作曲・Anders Hellgren,David Myhr
「100miles〜虹を追いかけて」（第2話 - 第13話）
歌・編曲 - サンタラ / 作詞・作曲 - 田村キョウコ&砂田和俊
「I Got Rhythm」（第14話 - 第22話、第24話、第25話）
歌 - ナチュラル ハイ / 作詞・作曲・編曲 - 大嶽香子
- ガーシュウィンの同名作品を引用したオリジナル曲
- 第23話はED無し

### 各話リスト
サブタイトルは、必殺シリーズなど、時代劇のサブタイトルが元ネタとなっている。また、頭文字を並べるとメッセージになる。
| 話数 | 頭文字 | サブタイトル             | 脚本         | 絵コンテ                            | 演出            | 作画監督 |
| ---- | ------ | ------------------------ | ------------ | ----------------------------------- | --------------- | --- |
| 1    | お     | 大江戸に咲く紅い花火     | 會川昇       | 水島精二                            | 安田賢司        | 吉松孝博 |
| 2    | お     | 男は待っていた           | 會川昇       | 中津環                              | 中津環          | 西澤千恵 |
| 3    | え     | 縁に縛られた銀ノ狐       | 會川昇       | 水島精二                            | 水島精二 中津環 | 斉藤英子 |
| 4    | ど     | ドキドキ無用             | 會川昇       | 安田賢司                            | 神保昌登        | Kim Geum-soo                                                                                                |
| 5    | ろ     | 論                       | 小出克彦     | 角田一樹                            | 角田一樹        | 武本大介 |
| 6    | けっ   | 決闘大初恋               | 會川昇       | こでらかつゆき                      | 中村近世        | 武内啓 |
| 7    | と     | トンデモない飛んだ女     | 大和屋暁     | 大槻敦史                            | 鈴木孝聡        | 青木美穂 |
| 8    | こ     | 恋も殺しもやるってさ     | 會川昇       | 増井壮一                            | うえだしげる    | 櫻井邦彦 |
| 9    | れ     | 恋愛で勝負               | 小出克彦     | 芦野芳晴                            | 名取孝浩        | Jang Min-ho                                                                                                 |
| 10   | か     | 怪異猫変化               | 大和屋暁     | 笹木信作                            | 石川敏浩        | 斉藤英子、細居美恵子 阿部純子、稲留和美                                                                     |
| 11   | ら     | 埒もねえ!                | 會川昇       | 山本裕介                            | 鈴木孝聡        | 青木美穂、Park Hei-won                                                                                      |
| 12   | も     | もしも悩むのが嫌だったら | 大和屋暁     | 中津環                              | 木村延景        | Kim Dea-hun                                                                                                 |
| 13   | あ     | あんた こいつらどう思う  | 小出克彦     | 角田一樹                            | 角田一樹        | Jang Min-ho、稲留和美 川口博史、菊池愛                                                                      |
| 14   | い     | 一筆啓上 明日が見えた    | 會川昇       | 長崎健司                            | 長崎健司        | 西澤千恵、阿部純子                                                                                          |
| 15   | と     | 突然!正月に大空爆        | 會川昇       | 木村真一郎                          | 石川敏浩        | 稲留和美、細居美恵子 Choi Jong-ki                                                                           |
| 16   | あ     | あたしがアレよ!          | 會川昇       | 増井壮一                            | うえだしげる    | 斉藤英子、櫻井邦彦 稲留和美、西澤千恵 阿部純子                                                              |
| 17   | れ     | 黎明の殺し節             | 會川昇       | 増井壮一、長崎健司 中津環           | 山岡実          | はがひとし、稲留和美 川口博史、細居美恵子                                                                   |
| 18   | あ     | 相手は神君の隠し穴       | 會川昇       | 水野清一 角田一樹                   | 中津環          | Kwon Young-sang Kim Bo-kyeong 稲留和美、斉藤英子                                                            |
| 19   | と     | とち狂って候             | 近藤ゆたか   | 島津入道                            | 青柳宏宣        | Ji Yang-ho Kim Sung-ill、Kim Bo-kyeong 青木美穂、細居美恵子 川口博史、稲留和美 ふくだのりゆき、神谷智大     |
| 20   | なん   | 難儀に微笑む女           | 會川昇       | 芦野芳晴 角田一樹                   | 角田一樹        | 西澤千恵、阿部純子 斉藤英子、小林明美 川口博史、稲留和美 今村大樹                                           |
| 21   | だっ   | 脱線は三度まで           | 川崎ヒロユキ | 長崎健司                            | 川畑喬          | 山本道隆、川口博史 細居美恵子、青木美穂 神谷智大                                                            |
| 22   | たっ   | たった一夜の夢だった     | 川崎ヒロユキ | 増井壮一                            | 木村延景        | Ji Yang-ho、Shin Hyung-aik Kim Dae-hoon、Choi Jong-gi 細居美恵子、川口博史                                  |
| 23   | け     | 剣舞に花火をどうぞ       | 中島かずき   | 笹木信作                            | 横山淳一        | Kuan Young-sang Lee Hey-lin Jo Hyon                                                                         |
| 24   | ま     | ○○をのっとれ!            | 會川昇       | 増井壮一                            | 角田一樹        | 西澤千恵、阿部純子 Choi Jong-gi Kim Kang-won                                                                |
| 25   | た     | 匠の仕事が月に哭いて…    | 會川昇       | 長崎健司                            | 長崎健司        | 稲留和美 |
| 26   | な     | なんだかんだのリフトオフ | 會川昇       | 中津環、角田一樹 長崎健司、水島精二 | 中津環          | 川口博史、斉藤英子 細居美恵子、北尾勝 高岡淳一、ふくだのりゆき 西澤千恵、阿部純子 小林明美、稲留和美 森山洋 |

### 放送局
| 放送地域   | 放送局       | 放送期間                      | 放送日時           | 放送系列       | 備考                 |
| ---------- | ------------ | ----------------------------- | ------------------ | -------------- | -------------------- |
| 埼玉県     | テレ玉       | 2007年4月3日 - 9月25日        | 火曜 26:00 - 26:30 | 独立UHF局      |                      |
| 東京都     | TOKYO MX     | 2007年4月4日 - 9月26日        | 水曜 23:30 - 24:00 | 独立UHF局      |                      |
| 千葉県     | チバテレビ   | 2007年4月7日 - 9月29日        | 土曜 26:05 - 26:35 | 独立UHF局      |                      |
| 福岡県     | RKB毎日放送  | 2007年4月8日 - 9月30日        | 日曜 26:13 - 26:43 | TBS系列        |                      |
| 北海道     | 北海道放送   | 2007年4月9日 - 10月1日        | 月曜 26:25 - 26:55 | TBS系列        |                      |
| 愛知県     | テレビ愛知   | 2007年4月13日 - 10月5日       | 金曜 25:58 - 26:28 | テレビ東京系列 |                      |
| 近畿広域圏 | 毎日放送     | 2007年5月19日 - 11月17日      | 土曜 26:25 - 26:55 | TBS系列        | 『アニメシャワー』枠 |
| 日本全域   | AT-X         | 2008年9月29日 - 2009年3月23日 | 月曜 10:00 - 10:30 | CS放送         | リピート放送あり     |
| 日本全域   | ディズニーXD | 2009年10月25日 -              | 日曜 16:30 - 17:00 | CS放送         | リピート放送あり     |

## 漫画版
アニメ化に先駆け、『月刊アフタヌーン』（講談社）2007年4月号から2009年9月号まで連載された。作者の浜名海（はまな うな）はアフタヌーン四季賞2005年夏のコンテストにて『ウェゲナーの巨人』で谷口ジロー特別賞を受賞した新人で、この作品が連載デビュー作となる。キャラクター協力マッドハウス。「作者の趣味」で漫画版では主人公の清吉が美少年に描かれている（連載初回の作者コメントより）。

### 書誌情報
原作：中島かずき、漫画：浜名海 『大江戸ロケット』 講談社〈アフタヌーンKC〉、全3巻
- 第1巻、2007年10月23日初版発行、ISBN 978-4-06-314475-8
- 第2巻、2008年7月23日初版発行、ISBN 978-4-06-314517-5
- 第3巻、2009年10月23日初版発行、ISBN 978-4-06-310602-2